# Grallaria obscura
Grallaria obscura — вид горобцеподібних птахів родини Grallariidae.

## Таксономія
Птах описаний у 1898 році як підвид мурашниці рудої Grallaria rufula obscura. У 2020 році таксон піднято до статусу виду на основі відмінностей в генетиці, вокалізаціях і оперенні.

## Поширення
Ендемік Перу. Поширений на східному схилі Анд у департаменті Хунін. Мешкає у вологих гірських лісах на висотах 3000–3600 м.
Відокремлений від близькоспорідненої Grallaria oneilli річками Перене і Паукартамбо, а від Grallaria occabambae — річкою Апурімак.